# Campagne internationale pour l'abolition des armes nucléaires
Pour les articles homonymes, voir ICAN.
La Campagne internationale pour l'abolition des armes nucléaires (en anglais International Campaign to Abolish Nuclear Weapons, abrégé en ICAN) est une coalition de plusieurs ONG qui militent pour le désarmement nucléaire. Elle est lauréate du prix Nobel de la paix en 2017.

## Histoire
En septembre 2006, l'Association internationale des médecins pour la prévention de la guerre nucléaire, elle-même récompensée par le prix Nobel de la paix en 1985, a adopté une proposition lors de son congrès biennal à Helsinki, en Finlande, pour lancer ICAN à l'échelle mondiale.
Créée en 2007 à Vienne en marge d’une conférence internationale du traité sur la non-prolifération des armes nucléaires (TNP), elle compte 650 organisations partenaires dans 110 pays. le dernier pays à adhérer était la Sierra Leone en 2022.
Financée par des donateurs privés et par des contributions de l'Union européenne et d'États dont la Norvège, la Suisse, l’Allemagne et le Vatican, elle a porté le traité sur l'interdiction des armes nucléaires en 2017 ce qui lui a valu de recevoir le prix Nobel de la paix la même année.
ICAN fit adopter en quelques mois en juillet 2017 un traité atomique sur l’interdiction des armes nucléaires par 122 pays.
Desmond Tutu, Herbie Hancock et le 14e dalaï-lama soutiennent l'association.
Beatrice Fihn, directrice d’ICAN, et Setsuko Thurlow (une hibakusha) ont prononcé les discours d'acceptation et de remerciements lors de la cérémonie de remise du prix à Oslo le 10 décembre 2017.

## Pays membres
Les pays qui ont signé le Traité d'interdiction des armes nucléaires mais ne l'ont pas encore ratifié sont : l'Algérie, l'Angola, le Burkina Faso, la République centrafricaine, la Guinée équatoriale, le Ghana, la Libye, Madagascar, le Mozambique, le Niger, la Sierra Leone, le Soudan, São Tomé et Príncipe, la Tanzanie, le Togo, la Zambie, le Zimbabwe, le Brunei, l' Indonésie, la Birmanie, le Liechtenstein, Barbade, le Brésil, la Colombie et Haïti.
Les pays qui ont signé le Traité d'interdiction des armes nucléaires et l'ont aussi ratifié sont: le Bénin, le Botswana, le Burundi, Les  Comores, la République du Congo, la Côte d'Ivoire, la République démocratique du Congo,la Gambie, la Guinée-Bissau, le Lesotho, le Malawi, la Namibie, le Nigeria, les Seychelles, le Bangladesh, la Cambodge, le Kazakhstan, le Laos, la Malaisie, les Maldives, la Moldavie, le Népal, les Philippines, la Thaïlande, le Timor oriental, le Viêt Nam, l' Autriche, le Vatican, l' Irlande, Malte, Saint-Marin, Antigua-et-Barbuda, Belize, la Bolivie, le Chili, le Costa Rica, Cuba, Dominique, la République dominicaine, l' Équateur, Salvador, Grenade, le Guatemala, la Guyane, le Honduras, Jamaïque, le Nicaragua, Panama, le Paraguay, le Pérou, Saint-Christophe-et-Niévès,, Sainte-Lucie, Saint-Vincent Grenadines, Trinité-et-Tobago, l' Uruguay, le Venezuela, le Mexique, les Îles Cook, les Fidji, le Kiribati, Nauru, le Nouvelle-Zélande, Niue, Palau, Samoa, Tuvalu et Vanuatu.

## Mission

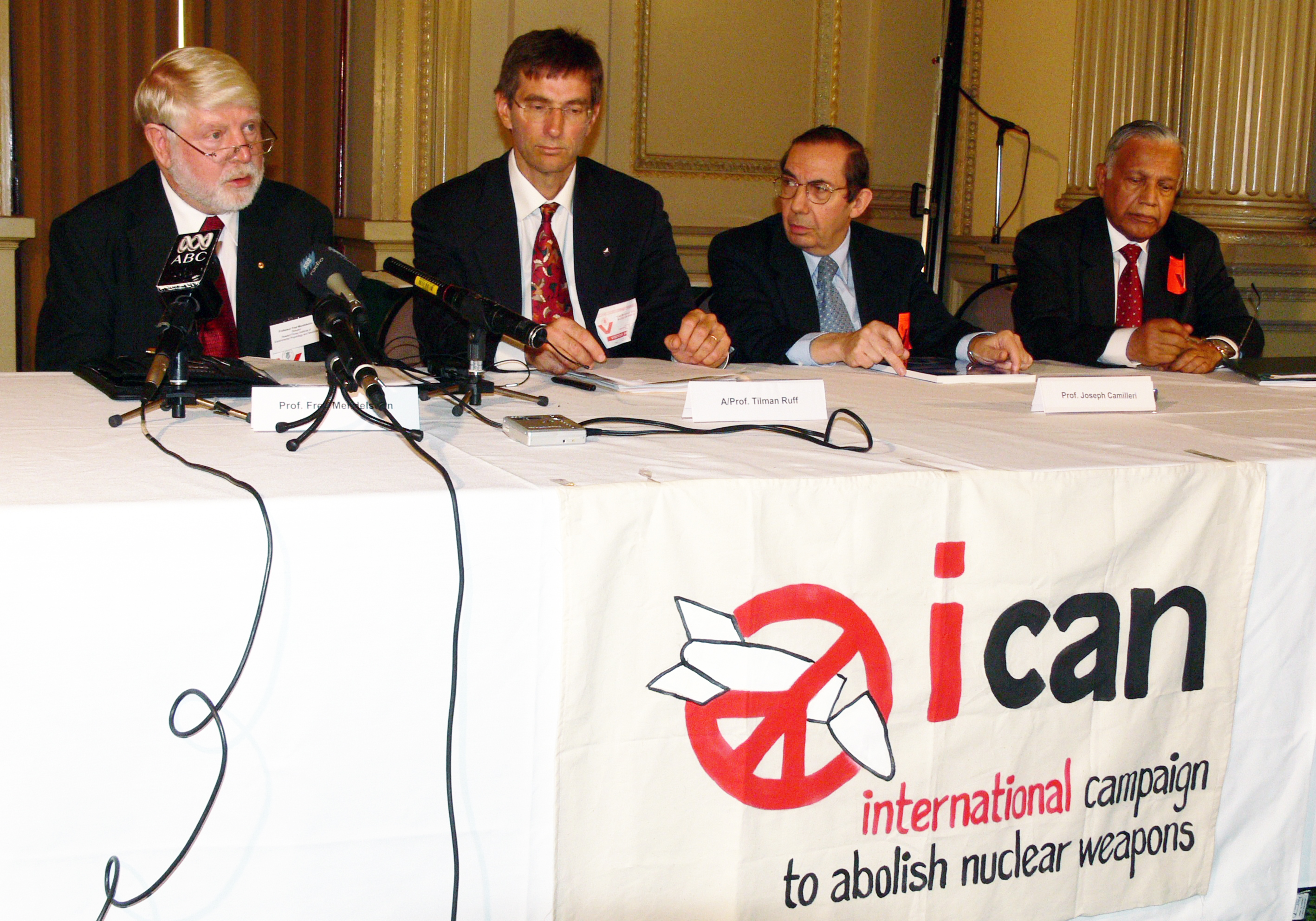
Lancement de la Campagne internationale pour l'abolition des armes nucléaires à Melbourne le 23 avril 2007

ICAN cherche à déplacer le débat sur le désarmement pour qu'il se concentre sur la menace humanitaire posée par les armes nucléaires, attirant l'attention sur leur capacité destructrice unique, leurs conséquences catastrophiques pour la santé et l'environnement, leur ciblage aveugle, l'impact débilitant d'une détonation sur les infrastructures médicales et les mesures de secours, et les effets à long terme des rayonnements sur la zone environnante.